# Egone Baunsgaard
Egone Baunsgaard (født 13. juni 1922 i Krønge, død 23. marts 2019 i Odense) var i kraft af sit ægteskab med Hilmar Baunsgaard Danmarks statsministerfrue fra 2. februar 1968 til 11. oktober 1971.
Egone Baunsgaard arbejdede oprindeligt som hundetrimmer, men blev statsministerfrue på fuld tid, da Hilmar Baunsgaard tiltrådte. Parret, der blev gift i 1944, var en periode bosiddende i Assens og flyttede senere til Odense. I 1968 flyttede Egone og Hilmar Baunsgaard til København, hvor de som et af de få statsministerpar bosatte sig på Marienborg. Senere flyttede de til Hellerup. Egone Baunsgaard boede fra 2001 på Holckenhavn Slot ved Nyborg. Egone Baunsgaard deltog jævnligt i den offentlige debat med læserbreve i Fyens Stiftstidende.
Egone Baunsgaard døde på Odense Universitetshospital lørdag den 23. marts 2019 i en alder af 96 år, og efterlod sig en datter, tre børnebørn og syv oldebørn.